# Psathura terniflora
Psathura terniflora är en måreväxtart som beskrevs av Achille Richard och Dc.. Psathura terniflora ingår i släktet Psathura och familjen måreväxter.
Artens utbredningsområde är Mauritius. Inga underarter finns listade i Catalogue of Life.